# Hańba (film 2008)
Hańba – australijsko-południowoafrykański dramat filmowy z 2008 roku w reżyserii Steve’a Jacobsa, będący adaptacją książki o tym samym tytule laureata literackiej nagrody Nobla Johna Maxwella Coetzee. Film opowiada historię Davida Lurie, profesora literatury angielskiej na uniwersytecie w Kapsztadzie, który po ujawnieniu romansu z jedną ze studentek przeprowadza się na ranczo swojej córki.
Po premierze chwalono zarówno kreacje Johna Malkovicha i Jessiki Haines, jak i sam film. „Variety” napisało, że „Hańba jest filmem mocnym i zapadającym głęboko w pamięć”, a Screen Daily zauważyło, że „rozważna adaptacja Steve’a Jacobsa inteligentnie filtruje złożony, afrykański kontekst, by stworzyć przemyślany i uważnie skrojony dramat, który nie powinien rozczarować wielbicieli prozy Coetzeego”. Pomimo pozytywnych reakcji film przyniósł jedynie 2 mln dolarów przychodu ze sprzedaży biletów, z czego prawie połowę w Australii; koszty produkcji szacuje się na 10 mln dolarów. W Polsce w premierowy weekend film obejrzało 3355 widzów, ale rozpowszechniany był przez Gutek Film zaledwie w ośmiu kopiach.

## Opis fabuły
52-letni profesor literatury angielskiej na uniwersytecie w Kapsztadzie David Lurie (John Malkovich) ma romans z jedną ze swoich studentek, Melanie. Kiedy sprawa wychodzi na jaw, jest zmuszony do rezygnacji ze stanowiska. Decyduje się odwiedzić swoją córkę, lesbijkę Lucy (Jessica Haines), mieszkającą na odludnej prowincji. Na miejscu okazuje się, że rozstała się ze swoją partnerką Helen i żyje samotnie z psami. Tuż obok jej domu mieszka czarnoskóry farmer Petrus, który pomaga jej przy ranczo. Wkrótce po przyjeździe Davida, na dom Lucy napada trzech czarnoskórych młodzieńców, nieomal zabijając profesora i wielokrotnie gwałcąc Lucy. Sprawcy nie zostają wykryci. David ma pewne podejrzenia co do roli Petrusa w tym zdarzeniu, jako że w dniu napadu nie był on obecny na ranczo. Farmer zapewnia, że nie zna jednego z napastników, którego Lucy rozpoznaje na przyjęciu organizowanym przez Petrusa. Jednakże potem okazuje się, że chłopak jest bratem nowo poślubionej żony Petrusa i zamieszkuje wraz z nimi. Okazuje się, że Lucy jest w ciąży w wyniku gwałtu i niespodziewanie postanawia urodzić dziecko pochodzące z czynu zabronionego. Jednocześnie David zauważa własny błąd z przeszłości w fakcie nadużycia swojego autorytetu względem studentki. Udaje się do jej rodziny, prosząc o przebaczenie. Tymczasem Lucy decyduje się odstąpić własność rancza Petrusowi, pozostawiając sobie w dzierżawie jedynie dom, a dodatkowo zgadza się zostać formalnie jego żoną, aby tym samym zabezpieczyć swój byt. David jest zmuszony zaakceptować decyzję Lucy, choć z trudem przychodzi mu, że jego córka wchodzi w sojusz z farmerem ekspansywnie przejmującym jej ziemię i mającym powiązanie z gwałcicielem. Sam kontynuuje pracę jako wolontariusz w schronisku dla zwierząt przy usypianiu porzuconych psów.

## Główne role
- John Malkovich – David Lurie
- Jessica Haines – Lucy
- Eriq Ebouaney – Petrus
- Antoinette Engel – Melanie
- Paula Arundell – Farodia Rassool
- Buyami Duma – Pollox
- Amy Brittow – Desiree Isaacs